# Friedrichshafen G.III
Friedrichshafen G.III – niemiecki samolot bombowy z okresu I wojny światowej, używany przez siły powietrzne armii Cesarstwa Niemieckiego w latach 1917–1918.

## Historia

Silnik Mercedes D.IVa eksponowany w MLP w Krakowie

Zbudowany w 1916 roku, wszedł do służby w połowie 1917, i do czasu zawieszenia broni był na wyposażeniu Kampfgeschwader (eskadr bojowych) 1, 2 i 4. Był rozwinięciem wcześniejszej, mniej udanej konstrukcji Friedrichshafena G.II; nie zyskał takiej sławy jak maszyny firmy Gothäer Wagonfabrik AG, do których był podobny w układzie, ale był maszyną bardzo solidną i odporną.
Samoloty te były większe od współczesnych im maszyn Gotha G.IV, przenosiły więcej bomb i miały silniejsze podwozia (Gothy miały tendencję do uszkodzeń podczas lądowań). Na wysokości 1000 m osiągały prędkość ok. 140 km/h i miały pięciogodzinny czas lotu, co przekładało się na zasięg ok. 230–240 km z pełnym (1500 kg) ładunkiem bomb (inne źródła mówią o udźwigu 900 kg).
Samoloty te służyły głównie na froncie zachodnim, latając z misjami nad Belgię i Francję, w tym przeciwko brytyjskiej bazie w Dunkierce i w nocnych nalotach na Paryż. Kilka egzemplarzy działało też nad Macedonią.

## Budowa

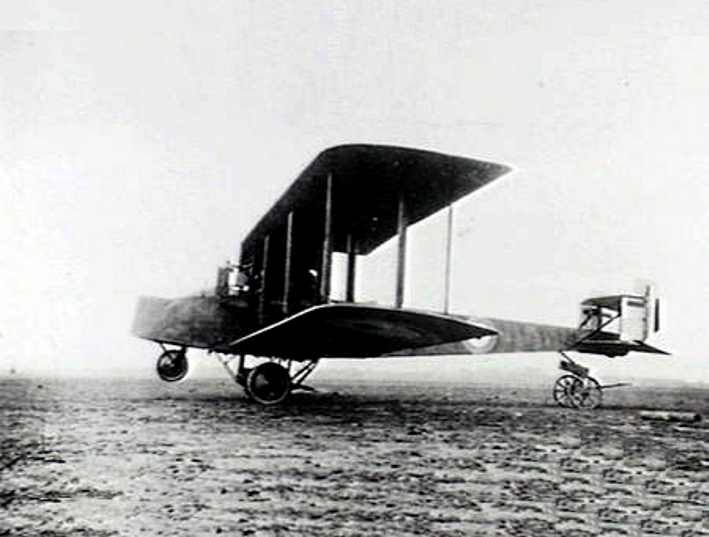
Zdobyczny G. IIIa w malowaniu alianckim, widoczny zdwojony statecznik ogonowy

Dwusilnikowy dwupłat, z podwoziem z kołem przednim, o długości 12,80 m i rozpiętości 23,70 m. Napędzany przez dwa silniki rzędowe Mercedes D.IVa o mocy 260 KM, ze śmigłami w układzie pchającym. Kadłub o konstrukcji drewnianej, kryty płótnem. Centralna jego część był całościową konstrukcją, mieszczącą kabinę załogi, bomby, zbiorniki paliwa i silniki. Skrzydła składały się z centralnej części z rur stalowych i z łatwo demontowalnych sekcji zewnętrznych, z dźwigarami z drewna jodłowego, wzmocnionymi odciągami i rurkami stalowymi. Konstrukcja taka znacząco ułatwiała transport koleją. Obydwa płaty wyposażone były w lotki. Podwozie główne było zdwojone, a kółko przednie zabezpieczało przed kapotażem.
Załoga trzyosobowa, uzbrojenie obronne stanowiły 2–3 km-y Parabellum.
Wprowadzony na wiosnę 1918 wariant G IIIa różnił się zdwojonym poziomym usterzeniem i statecznikiem ogonowym. Łącznie w zakładach Friedrichshafen, Daimler i Hanseatische wyprodukowano 345 lub 338 samolotów obu wersji.

## Friedrichshafen G.III w lotnictwie polskim
W lotnictwie polskim służyły dwa samoloty G.III o nr 506/17 i 511/17 (ten ostatni w wersji G.IIIa). Oba należały do Luftstreitkräfte i przymusowo lądowały na terytorium Polski podczas lotów między Niemcami a Ukrainą. Zostały skonfiskowane i wyremontowane w Stacji Lotnictwa w Ławicy. We wrześniu 1920 samolot G.IIIa 511/17 włączono do 21 Eskadry Niszczycielskiej dowodzonej przez por. Ludomiła Rayskiego, gdzie był wykorzystywany bojowo podczas walk na wschodzie. Operował z lotnisk w Tarnopolu i we Lwowie. M.in. posłużył do zbombardowania stacji kolejowej w Żmerynce 11 października 1920. W listopadzie 1920 r. został sprowadzony do Lwowa, gdzie stacjonował przez rok. Po rozebraniu na części został przetransportowany koleją do Ławicy. G.III 506/17 pozostawał w rezerwie, w październiku 1920 roku został rozebrany i zmagazynowany. Jego ponowne wykorzystanie nastąpiło w 1925 roku, kiedy to został ponownie złożony w parku remontowym 3 pułku lotniczego. W 1926 roku został przekazany do Sekcji Ćwiczeń 3PL, gdzie służył przez kilka kolejnych lat. Ponadto, jeszcze jeden G.III został zakupiony 2 września 1920 w Gdańsku przez Eskadrę Ochotniczą z Poznania, lecz brak jest informacji o jego losach.